# Agualarga
El Agualarga es un género musical tradicional del litoral ecuatoriano. Tiene origen afroecuatoriano y además de la música que es interpretada con la marimba, es una danza típica de Ecuador que cobró importancia en el siglo XX.

## Reseña
Como género musical está entrañablemente relacionado con la marimba, puesto que forma parte del procedimiento que existe para afinar el instrumento.No obstante, no deja de ser un género musical en sí mismo y sus composiciones están pensadas para ser bailadas. Puede dividirse en tres grupos:
- Agua larga
- Agua corta
- Agua abajo

Están relacionados con la cultura Kwaiker o Awá. Por eso el nombre castellanizado de "agua". De esta forma, al ser interpretados por afroecuatorianos, es en realidad música zamba, que surge de la mezcla entre negros e indígenas. El agua corta es una variante del agua larga. Está realcionado con el siguiente canto:
- Solista: Corre el agua, corre el agua.
- Coro: Agua que corriendo va.